# La Chaussée, Seine-Maritime
La Chaussée är en kommun i departementet Seine-Maritime i regionen Normandie i norra Frankrike. Kommunen ligger i kantonen Longueville-sur-Scie som tillhör arrondissementet Dieppe. År 2022 hade La Chaussée 553 invånare.

## Befolkningsutveckling
Antalet invånare i kommunen La Chaussée
| Referens: INSEE |